# NGC 3093
NGC 3093 est une galaxie elliptique vue par la tranche située dans la constellation du Sextant. NGC 3093 a été découverte par l'astronome allemand Albert Marth en 1865.

## Caractéristiques
Sa vitesse par rapport au fond diffus cosmologique est de 6 481 ± 35 km/s, ce qui correspond à une distance de Hubble de 95,6 ± 6,7 Mpc (∼312 millions d'al).